# Bodman-Ludwigshafen
Bodman-Ludwigshafen är en kommuni Landkreis Konstanz i regionen Schwarzwald-Baar-Heuberg i Regierungsbezirk Freiburg i förbundslandet Baden-Württemberg i Tyskland. Bodman-Ludwigshafen, som grundades den 1 januari 1975 genom sammanslagning av de tidigare självständiga kommunerna Bodman och Ludwigshafen am Bodensee, har cirka 4 900 invånare.
Kommunen ingår i kommunalförbundet Stockach tillsammans med staden Stockach och kommunerna Eigeltingen, Hohenfels, Mühlingen och Orsingen-Nenzingen.